# Sendas cruzadas
Sendas cruzadas es una película de Argentina en blanco y negro dirigida por Luis A. Morales y Belisario García Villar según el guion de los mismos sobre rl argumento de Alberto Vacarezza que se estrenó el 5 de agosto de 1942 y que tuvo como protagonistas a Severo Fernández, Blanca Podestá, Elisardo Santalla y Anita Jordán. Fue la única película sonora en que intervino Blanca Podestá.

## Sinopsis
Un bandido es acusado de matar a un joven que en realidad fue muerto por el padrastro de su novia que estaba enamorado de ésta.

## Reparto
- Severo Fernández
- Blanca Podestá
- Elisardo Santalla
- Anita Jordán
- César Fiaschi
- Froilán Varela
- Humberto de la Rosa
- Ada Cornaro
- Nelo Cosimi
- Mecha Cobos
- José Blanco
- Carlos Fioriti
- Julio Renato
- Jorge Villoldo
- Juan Farías
- Ricardo de Rosas

## Comentarios
Manrupe y Portela dicen que es un drama campero que ya en su época era lento y declamatorio y El Heraldo del Cinematografista opinó que el filme no aportba nuevos valores al cine. Por su parte Calki escribió:

"El argumento mantiene su línea sencilla de aspecto superficial y efectista...en la técnica sin fallas aparentes ni relieve apreciable"